# Istoria Venezuelei

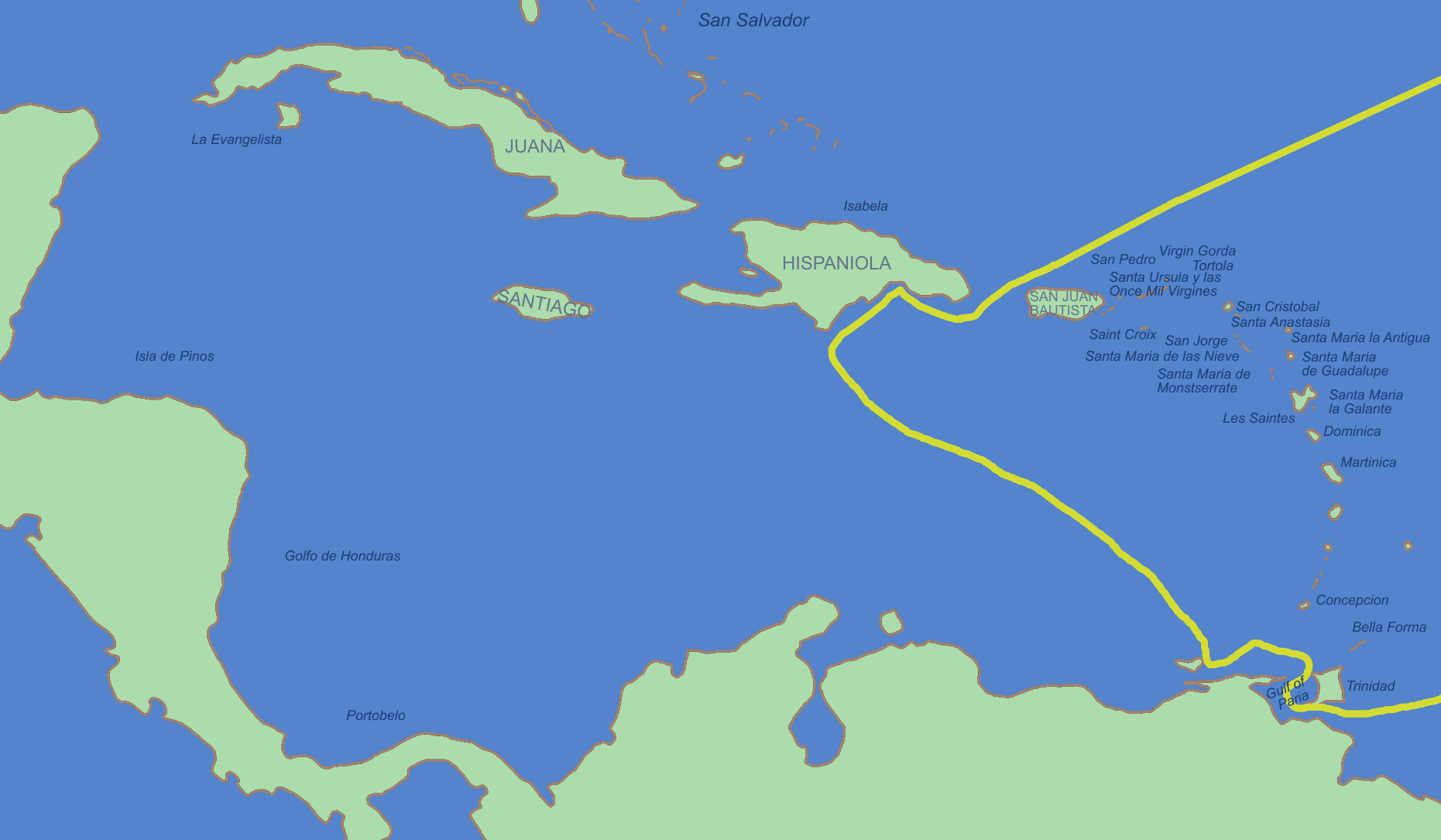
Cel de-al treilea drum al lui Cristofor Columb, când descoperă și coastele viitoarei Venezuele.

Istoria scrisă a Venezuelei datează de la sosirea primului spaniol la sfârșitul secolului al XV-lea., după care a urmat o perioadă lungă de colonizare. 
Imperiul colonial spaniol a fost fondat în 1527. Originea formării Venezuelei ca entitate politică trebuie căutat în procesul de emancipare de la începutul anilor 1810, când locuitorii acestor locuri împreună cu alte țări hispanice, cum ar fi Columbia și Ecuador s-au ridicat împotriva stăpânilor vechi, câștigându-și independența.

### Epoca precolumbiană

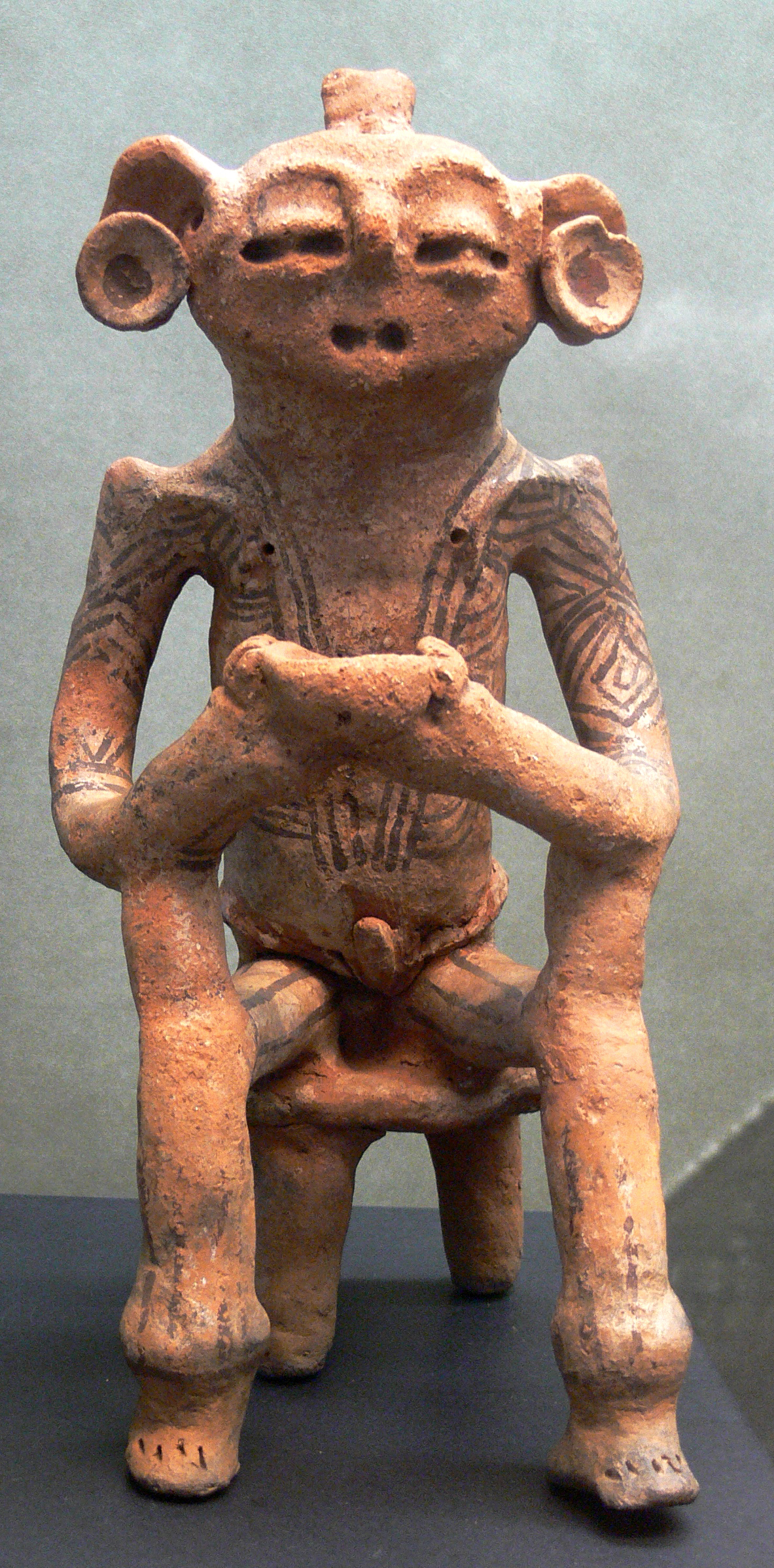
Sacrificiu uman, tribul Timoto-cuicas

Epoca precolumbiană în Venezuela se poate împărți în patru perioade:
- 30.000 î.Hr - 5.000 î.Hr - Epoca paleo-indiană
- 5.000 î.Hr - 1.000 î.Hr - Epoca mezo-indiană
- 1.000 î.Hr - 1.500 î.Hr - Epoca neoindiană
- 1.500 î.Hr - până în zilele noastre - Epoca indo-hispanică.

### Războiul de Independență

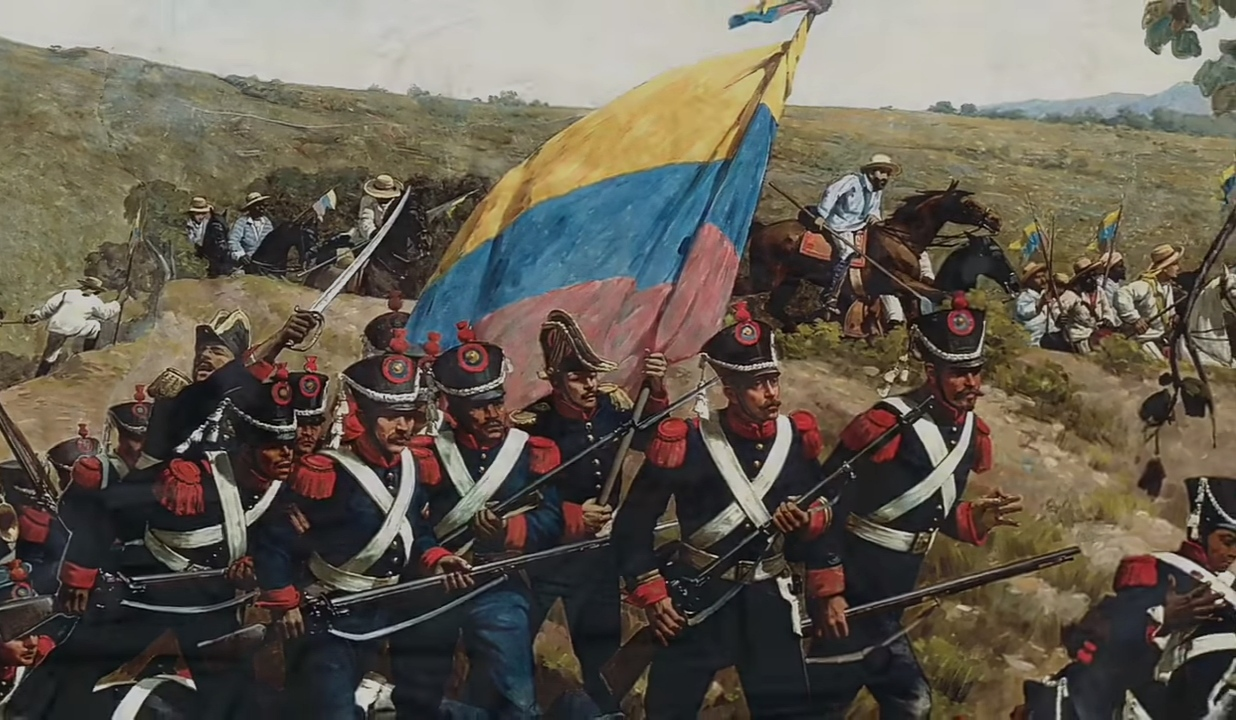
Bătălia de la Carabobo, din timpul Războiului de Independență.

După o serie de revolte fără succes, Venezuela, sub conducerea lui Francisco de Miranda, un mareșal venezuelan care a luptat în Revoluția americană și Revoluția franceză, și-a declarat independența la 5 iulie 1811, moment care a marcat începutul Războiului de Independență al Venezuelei. În ciuda cutremurului devastator din 1812 care a lovit Caracas-ul, Venezuela s-a declarat prima Republică a Venezuelei, dar a fost înfrântă. Cea de-a doua Republică a Venezuelei a fost proclamată la 7 august 1813, ea a durat doar câteva luni, fiind zdrobită ca și prima.

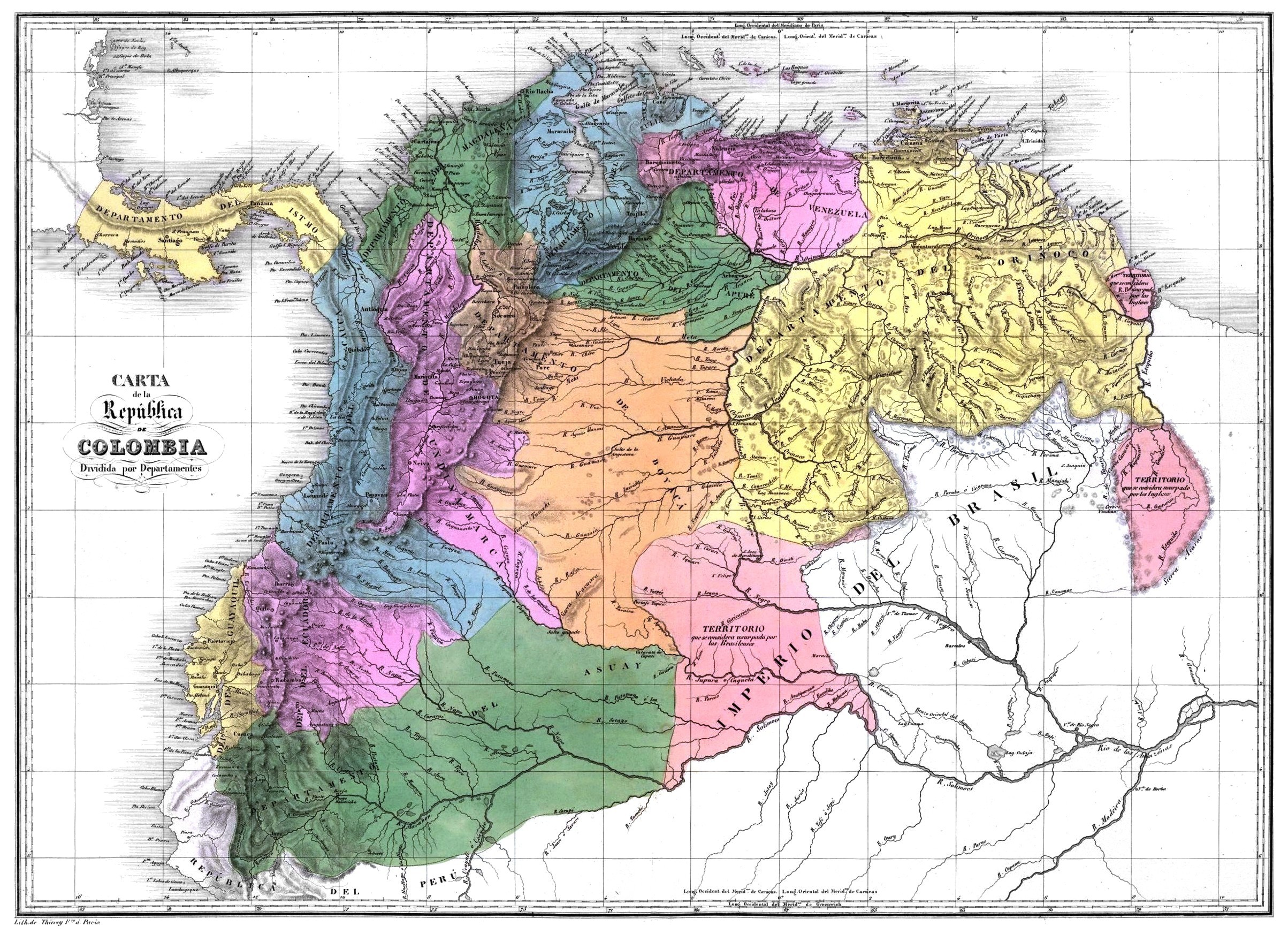
Harta care arată limitele fostei Gran Colombia.

Suveranitatea a fost obținută după ce Simón Bolívar, ajutat de José Antonio Páez și Antonio José de Sucre, au învins în Bătălia de la Carabobo la 24 iunie 1821. Victoria lui José Prudencio Padilla și Rafael Urdaneta din bătălia de la Lacul Maracaibo din 24 iulie 1823 a ajutat la obținerea independenței Venezuelei. Congresul l-a numit pe Bolivar în fruntea armatei, care a eliberat câteva țări și a fondat statul Columbia Mare.
Sucre, câștigând multe bătălii pentru Bolívar, a devenit cel de al doilea președinte al Boliviei. Venezuela a rămas ca parte a Marii Columbii până în 1830, când o rebeliune condusă de Páez a proclamat noua independență a Venezuelei. Páez a devenit primul președinte al noii republici. Pierderile umane din aceste două decenii de războaie se estimează între 1/4-1/3 din toată populația țării (inclusiv, probabil, o jumătate din populația albă), în anul 1830 pierderile fiind estimate la 800 000 persoane.

## Secolul XX: dictaturi, petrol și democrație

### Dictaturi șipetrol
În prima jumătate a secolului al XX-lea, Venezuela a fost condusă de guverne militare care au promovat industria petrolieră.
La începutul secolului al XX-lea, descoperirea rezervelor de petrol a facilitat ca Venezuela să treacă de la o economie bazată 96% pe exportul de cacao și cafea la o economie bazată pe petrol.
Dictatorul Juan Vicente Gómez, numit barbarul, a condus țara din anul 1908 până în 1935, petrolul permițându-i să achite complet datoria externă în 1930. Din 1936 până în 1941, țara a fost condusă de Eleazar López Contreras, apoi între anii 1941 - 1945 de Isaías Medina Angarita.
Devenit președinte prin lovitură de stat, Rómulo Betancourt a prezidat țara din 1945 până în 1946, urmat de scriitorul social-democrat Romulo Gallegos de între anii 1946 -1948.
Această perioadă s-a încheiat prin dictatura lui Marcos Pérez Jiménez, de la 1948 până la 1958.

### Pactul de la Punto Fijo: sfârșitul dictaturii militare
Căderea lui Marcos Pérez Jiménez în 1958 a dat naștere Pactului de la Punto Fijo, care a stabilit noul sistem politic. De atunci guvernele sunt alese în mod democratic. 
Social-democratul Rómulo Betancourt a fost președinte în perioada 1959 - 1964 după ce a câștigat alegerile prezidențiale din 7 decembrie 1958, obținând 49,2% din voturi față de 34,6% de voturi pentru politicianul de centru Wolfgang Larrazábal și 16,2% pentru conservatorul Rafael Caldera. La 3 ianuarie 1960, 21 de persoane au fost arestate pentru tentativă de lovitură de stat, după atacurile care au vizat emițătoarele radio și domiciliul colonelului Padron, un vechi guvernator al Caracas-ului.  Trujillo, dictatorul Republicii Dominicane, a încercat să-l asasineze pe Betancourt la 24 iunie 1960.
Principalele partide ale acestei perioade sunt Acțiunea Democratică (AD, Acción Democratică social democrații), COPEI (Creștin-Socială) și Uniunea Democrată Republicană (Unión Republicana Democratica), care și-au unit forțele pentru a îndepărta Partidul Comunist din Venezuela.  Dezvoltarea s-a construit pe baza beneficiilor aduse de exploatarea petrolului din Venezuela, ajutând industrializarea țării.
Caracas apoi a dezvoltat un program nuclear pașnic cu ajutorul Washington-ului care i-a furnizat uraniul îmbogățit cu scopul alimentării reactorului de cercetare RV-1 de la Institutul venezuelan de cercetare științifică..

### Caracazo
Timp de două zile, la 27 și 28  februarie 1989, poporul s-a răzvrătit în Caracas și în zonele înconjurătoare, în urma unei explozii a prețurilor, în special cele pentru transportul în comun și reformele economice inspirate de neo-liberalism, ca urmare a acordurilor încheiate cu Fondul Monetar Internațional.
A doua zi președintele Carlos Andrés Pérez a declanșat Planul Avila și a trimis armata împotriva poporului răsculat. Conform surselor conflictul s-a soldat între 300 și 3000 de persoane.
Președinția Convergenței naționale condusă de Rafael Caldera (1994-1999) a liniștit spiritele înainte ca puterea să fie confiscată de locotenent-colonelul Hugo Chavez.